# Leo Just

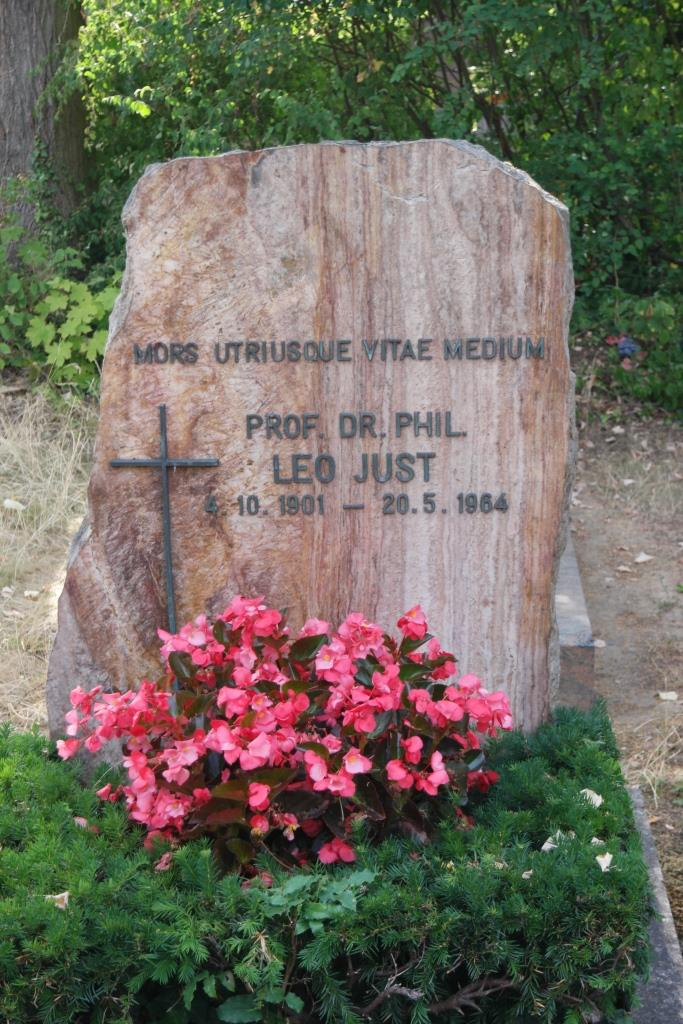
Grab von Leo Just auf dem Hauptfriedhof in Mainz

Franz Dionys Leo Just (* 4. Oktober 1901 in Bonn; † 20. Mai 1964 in Mainz) war ein deutscher Historiker und Professor an den Universitäten Bonn und Mainz.

## Leben und Wirken
Franz Dionys Leo Just wurde als Sohn eines Dentisten geboren. Er wuchs in Sinzig am Rhein auf, ging dort 1907–1912 zur Volksschule und besuchte 1912–1921 das Staatlich-humanistische Kaiser-Wilhelm-Gymnasium in Köln. Nach dem Abitur, Ostern 1921, studierte Just 1921/22 an der Universität zu Köln deutsche Philologie, Geschichte und Philosophie und 1922/23 an der Rheinischen Friedrich-Wilhelms-Universität Bonn Medizin und Geschichte. 1923 war Just wieder an der Universität Köln. Dort wurde er maßgeblich beeinflusst von dem Germanisten Ernst Bertram und den Historikern Justus Hashagen und Martin Spahn. Bei Hashagen wurde er am 19. Juli 1924 promoviert.
Ein Stipendium der Görres-Gesellschaft zur Herausgabe der Schriften von Joseph Görres, verschiedene Stipendien der Notgemeinschaft für die Deutsche Wissenschaft (später Deutsche Forschungsgemeinschaft) und eine Assistentenstelle am Preußischen Historischen Institut in Rom (dem späteren Deutschen Historischen Institut Rom) 1929–1933, ermöglichten es ihm, sich u. a. im Vatikanischen Geheimarchiv mit Studien zur Reichskirchengeschichte in der Frühen Neuzeit zu beschäftigen.
Seine für 1933 vorgesehene Habilitation in Bonn verzögerte sich, weil die Verleihung der „Venia legendi“ vom eigentlichen Habilitationsverfahren abgetrennt wurde und dem Preußischen und Reichsministerium für Wissenschaft, Erziehung und Volksbildung vorbehalten war. Erst nach dem Besuch des Wehrsportlagers Zossen südlich von Berlin und der Dozentenakademie in Kitzeberg bei Kiel erhielt er 1934 die Venia legendi. Am 15. September 1937 beantragte er die Aufnahme in die NSDAP und wurde rückwirkend zum 1. Mai desselben Jahres aufgenommen (Mitgliedsnummer 5.311.799). Bewerbungen auf Lehrstühle am Lyceum Hosianum in Braunsberg (Ostpreußen) (1936), in Würzburg (1936), Freiburg im Breisgau (1938), Innsbruck (1938) und Tübingen (1939) scheiterten alle – u. a. weil Just als ehemaliges Mitglied der Zentrumspartei als kirchlichen Kreisen nahestehend galt.
1941 wurde Just zur Wehrmacht eingezogen und gehörte bis 1942 der 1. Dolmetscher-Ersatzabteilung in Berlin (Moabit) an. Wiederholt bemühte sich Just nun um eine Verwendung als Gastprofessor an der Universität Brüssel, was ihm jedoch durch die Wehrersatzinspektion Köln verweigert wurde. 1941/42 war er im Propagandaministerium tätig. 1942/43 wurde Just auf Vermittlung von Franz Petri Sprachmittler für Französisch auf einer Sonderführerstelle (Z) beim Militärbefehlshaber in Belgien und Nordfrankreich. Just hielt u. a. Vorlesungen für deutsche Studenten an der Universität Brüssel, später an der Universität Gent, und wirkte an der von Franz Petri und dem württembergischen Ministerialrat Eugen Löffler durchgeführten Ausstellung „Deutsche Größe“ mit.
Nach dem Zweiten Weltkrieg lehrte Just ein Jahr in Bonn, nachdem ein universitärer Prüfungsausschuss bestätigt hatte, dass Just in seiner wissenschaftlichen Arbeit unbeeinflusst geblieben sei von nationalsozialistischen Gedankengängen und nur formal Parteigenosse geworden war, um die Venia legendi nicht zu verlieren.
1946 wurde er überraschend zum ordentlichen Professor und Gründungsdekan der Philosophischen Fakultät der Johannes Gutenberg-Universität Mainz ernannt. Er wirkte mit an der Berufung der Historiker Eugen Ewig und Theodor Schieffer nach Mainz; vergeblich bemühte er sich, auch den Kunsthistoriker Heinrich Lützeler nach Mainz zu holen. Just war neben Otto Brandt und Arnold Oskar Meyer Mitherausgeber des seit Ende der 1930er Jahre erscheinenden „Handbuchs der deutschen Geschichte“. Wegen eines Knochenkrebsleidens war Just seit 1959 als Hochschullehrer nur noch bedingt belastbar. Als er starb, hinterließ er eine Frau und fünf Kinder.
Nachfolger auf seiner Professur wurde Dieter Albrecht.

## Schriften
(Auswahl)
- Clemens Brentano. Zu des rheinischen Meisters 80. Todestag (= Rheinische Flugblätter. Bd. 1). Gehly, Köln 1923.
- als Herausgeber: Franz von Lassaulx: Die Nacht. Den Teilnehmern an der Festkantateversammlung am 10. Mai 1925 zur Feier des 100jährigen Bestehens des Börsenvereins der deutschen Buchhändler zu Leipzig. Gehly, Köln 1925.
- Franz von Lassaulx. Ein Stück rheinischer Lebens- und Bildungsgeschichte im Zeitalter der großen Revolution und Napoleons (= Studien zur rheinischen Geschichte. Heft 12, ZDB-ID 525359-7). A. Marcus & E. Weber, Bonn 1926, (Teilweise zugleich: Dissertation, Universität Köln, 1924).
- Das Erzbistum Trier und die Luxemburger Kirchenpolitik von Philipp II. bis Joseph II. Dargestellt und durch Aktenstücke erläutert (= Die Reichskirche. Vom Trienter Konzil bis zur Auflösung des Reiches. Darstellungen und Quellen zu ihrer inneren Geschichte. Bd. 1). Hiersemann, Leipzig 1931.
- Clemens XI. und der Code Léopold (1701–1710). Die kuriale Politik im Kampf mit dem lothringischen Staatskirchentum zu Beginn des 18. Jahrhunderts (= Schriften des Wissenschaftlichen Instituts der Elsaß-Lothringer im Reich an der Universität Frankfurt. Neue Folge Nr. 14, ZDB-ID 402377-8). Elsaß-Lothringen-Institut, Frankfurt am Main 1935.
- Frankreich und das Reich im Wandel der Jahrhunderte. Vier Vorträge (= Kriegsvorträge der Rheinischen Friedrich-Wilhelms-Universität, Bonn am Rhein. Heft 2, ZDB-ID 966203-0). Scheur, Bonn 1940 (2. Auflage. ebenda 1940).
- Das Haus Savoyen und Italiens Aufstieg. Ein geschichtlicher Rückblick (= Kriegsvorträge der Rheinischen Friedrich-Wilhelms-Universität, Bonn am Rhein. Heft 19). Scheur, Bonn 1940.
- Der geistige Kampf um den Rhein (= Kriegsvorträge der Rheinischen Friedrich-Wilhelms-Universität, Bonn am Rhein. Heft 36). Scheur, Bonn 1941.
- Um die Westgrenze des alten Reiches. Vorträge und Aufsätze. Staufen-Verlag, Köln 1941.
- als Herausgeber: Georg Forster: Reisebriefe aus den Niederlanden 1790. De Lage Landen, Brüssel 1943.
- Der aufgeklärte Absolutismus. Athenaion Hachfeld, Konstanz 1952, (zuerst veröffentlicht in: Brandt-Meyer-Just: Handbuch der deutschen Geschichte. Bd. 2, Abschn. 4).
- als Herausgeber: Joseph Görres: Geistesgeschichtliche und literarische Schriften. Band 2: (1808–1817) (= Joseph Görres: Gesammelte Schriften. Bd. 4). Bachem, Köln 1955.
- Die alte Universität Mainz von 1477 bis 1798. Ein Überblick. Mit einem Anhang: Quellen zur Geschichte der Universität in der Zeit nach der Restauration von 1784 (= Beiträge zur Geschichte der Universität Mainz. Bd. 4, ISSN 0408-8379). Steiner, Wiesbaden 1957.
- Der Widerruf des Febronius in der Korrespondenz des Abbé Franz Heinrich Beck mit dem Wiener Nuntius Giuseppe Garampi (= Beiträge zur Geschichte der Reichskirche in der Neuzeit. Heft 3, ISSN 0408-8344). Steiner, Wiesbaden 1960.
- mit Helmut Mathy: Die Universität Mainz. Grundzüge ihrer Geschichte. Mushake, Trautheim u. a. 1965.

## Werkausgaben
- Leo Just: Briefe an Hermann Cardauns, Paul Fridolin Kehr, Aloys Schulte, Heinrich Finke, Albert Brackmann und Martin Spahn 1923–1944 (= Beiträge zur Kirchen- und Kulturgeschichte. Bd. 12). Herausgegeben, eingeleitet und kommentiert von Michael F. Feldkamp. Lang, Frankfurt am Main u. a. 2002, ISBN 3-631-38931-0.